# 兰迪·刘易斯
兰迪·刘易斯（英語：Randy Lewis，1959年6月7日—），美国男子摔跤运动员。他曾代表美国参加1984年夏季奥林匹克运动会摔跤比赛，获得一枚金牌。他也曾参加1983年泛美运动会。